# TRAPPIST-1 d
TRAPPIST-1 d è un pianeta extrasolare che orbita attorno alla stella TRAPPIST-1, una fredda nana rossa situata a circa 40 anni luce dalla Terra, in direzione della costellazione dell'Aquario.

## Scoperta
Scoperto nel 2016, quando vennero annunciati 3 pianeti in orbita intorno alla stella, nel febbraio del 2017 ne sono state ricalcolate le caratteristiche, dopo nuovi studi che hanno portato alla scoperta di altri quattro pianeti attorno a TRAPPIST-1. Meno massiccio e un po' più piccolo della Terra, si presume che sia di natura rocciosa, e che sia situato nella zona abitabile della stella.

## Abitabilità
Secondo il Planetary Habitability Laboratory (PHL) dell'Università di Porto Rico ad Arecibo il suo indice di similarità terrestre è di 0,91, il più alto tra tutti gli esopianeti noti al tempo della scoperta, e il terzo più alto al 2022. Sempre il PHL stima che la sua temperatura di equilibrio planetaria, che non tiene conto dell'atmosfera e dell'eventuale effetto serra che essa potrebbe innescare, sia di 296 K (17°C), assumendo che abbia un'albedo simile a quella della Terra (0,3).
Considerando che riceve un flusso radiante leggermente superiore di quello che riceve la Terra dal Sole, è possibile che durante la formazione possano essere fotoevaporati parte degli oceani eventualmente presenti, tuttavia a differenza dei pianeti più interni, nel caso di TRAPPIST-1d la perdita d'acqua potrebbe essere stata nettamente minore, e potrebbe aver conservato le condizioni per la presenza di acqua liquida sulla superficie.
Studi del 2018 hanno stimato una massa minore che al momento della scoperta, circa il 30% di quella terrestre, con un raggio del 77%, quindi una densità minore di quella terrestre, che potrebbe indicare la presenza di grosse quantità di acqua allo stato liquido sotto forma di oceani. Lo stesso studio suggerisce che il pianeta abbia una quantità relativa di acqua 250 volte quella della Terra.